# Buffonellaria vitrea
Buffonellaria vitrea is een mosdiertjessoort uit de familie van de Celleporidae. De wetenschappelijke naam van de soort is voor het eerst geldig gepubliceerd in 1952 door Osburn.